# CD Ñublense
Club de Deportes Ñublense – chilijski klub piłkarski z siedzibą w mieście Chillán położonym w regionie Biobío.

## Historia
Klub założony został 20 sierpnia 1916 i obecnie jest beniaminkiem pierwszej ligi chilijskiej (Primera División de Chile). Głównymi rywalami klubu (Rival Clásico) są Curicó Unido oraz Linares Unido. W 1961 oddano do użytku stadion klubu Estadio Nelson Oyarzún mogący pomieścić 17 500 widzów.

## Osiągnięcia
- Mistrz drugiej ligi (Primera B) (1): 1976
- Copa de Segunda División (1): 1971
- Mistrz trzeciej ligi (Tercera división chilena) (3): 1986, 1992, 2004